# هربرت باوتيستا
هربرت باوتيستا هو سياسي وممثل فلبيني، ولد في 12 مايو 1968 بكيزون في الفلبين.

## وصلات خارجية
- هربرت باوتيستا على موقع IMDb (الإنجليزية)
- هربرت باوتيستا على موقع ألو سيني (الفرنسية)
- هربرت باوتيستا على موقع قاعدة بيانات الفيلم (الإنجليزية)
- هربرت باوتيستا على موقع كينوبويسك (الروسية)